# Teatro Miguel Young
El teatro Miguel Young se emplaza en el centro de Fray Bentos, en el departamento de Río Negro, Uruguay. Fue declarado monumento histórico nacional por resolución N° 1104/000,y forma parte del Paisaje cultural industrial de Fray Bentos.
El edificio fue encargado por el propietario del terreno, Miguel Young, al arquitecto Antonio Llambías de Olivar, el primer egresado de la carrera de arquitectura de Uruguay.El edificio se destaca por su estilo ecléctico, que combina elementos de la tradición italiana y del rococó. Los materiales para su construcción fueron traídos directamente desde Europa, como el mármol de Carrara que se utiliza en las escaleras de acceso hacia los palcos. En la cúpula del edificio, se encuentran tres estatuas que representan la inspiración, la música y la poesía.

## Características
Está ubicado en la esquina de las calles Zorrilla de San Martín.
El diseño fue encomendado al arquitecto Antonio Llambías de Olivar por el propietario del terreno, Miguel Young.El Teatro cuenta con una buena acústica. Los estudios sobre acústica en Uruguay eran limitados para la época, por lo que se especula con que Llambías de Olivar conocía los estudios acústicos del Teatro Colón de Buenos Aires y que debió haber usado insumos de sus visitas a otros países para el diseño acústico del teatro.
Fue inaugurado el 4 de enero de 1913, con una presentación que reunió a importantes personalidades destacadas de la época de Uruguay.El poeta Juan Zorrilla de San Martín recitó allí en 1931, por última vez, los versos de la Leyenda Patria.
Desde entonces ha recibido a importantes compañías teatrales y musicales internacionales. También funcionó como cine.

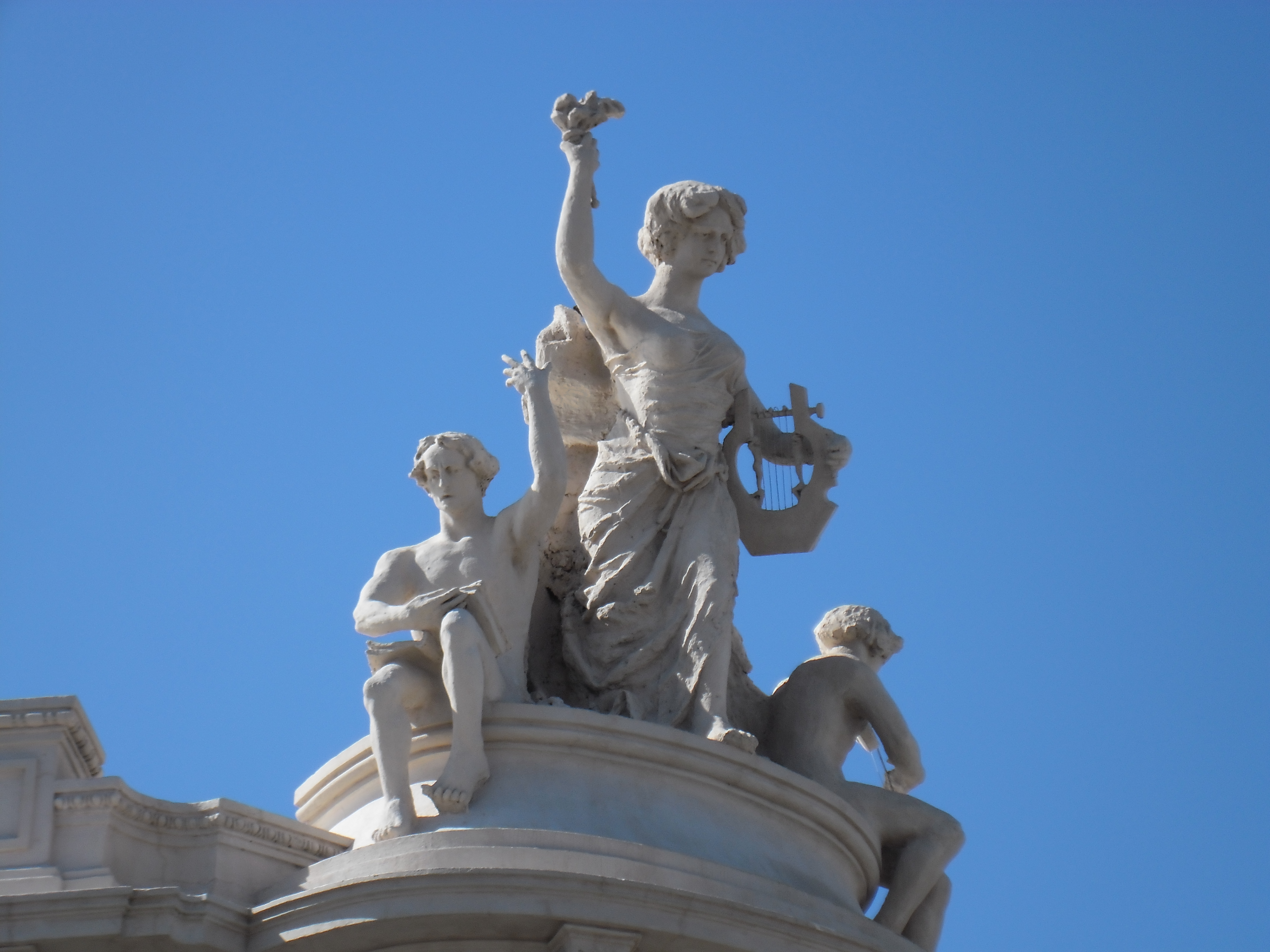
Figuras que representan la inspiración, la música y la poesía en la cúpula del Teatro.

En 1944 pasó a ser propiedad de la Intendencia de Río Negro.
En 2012 comenzaron obras de remodelación.La restauración costó 30 millones de pesos uruguayos, y el dinero fue aportado por la Intendencia de Río Negro y el Ministerio de Educación y Cultura de Uruguay.Las obras de remodelación estuvieron a cargo del estudio de arquitectos Collet-Neri, los técnicos municipales Carlos Sobrino y Daniel Curadossi.La restauración del edificio estuvo a cargo de la argentina Agustina Speron, quien trabajó con la hipótesis de que las figuras de los palcos estaban laminadas en oro. 
El 17 de abril de 2015 se reabrió el Teatro, después de que estuviera cerrado por dos años.

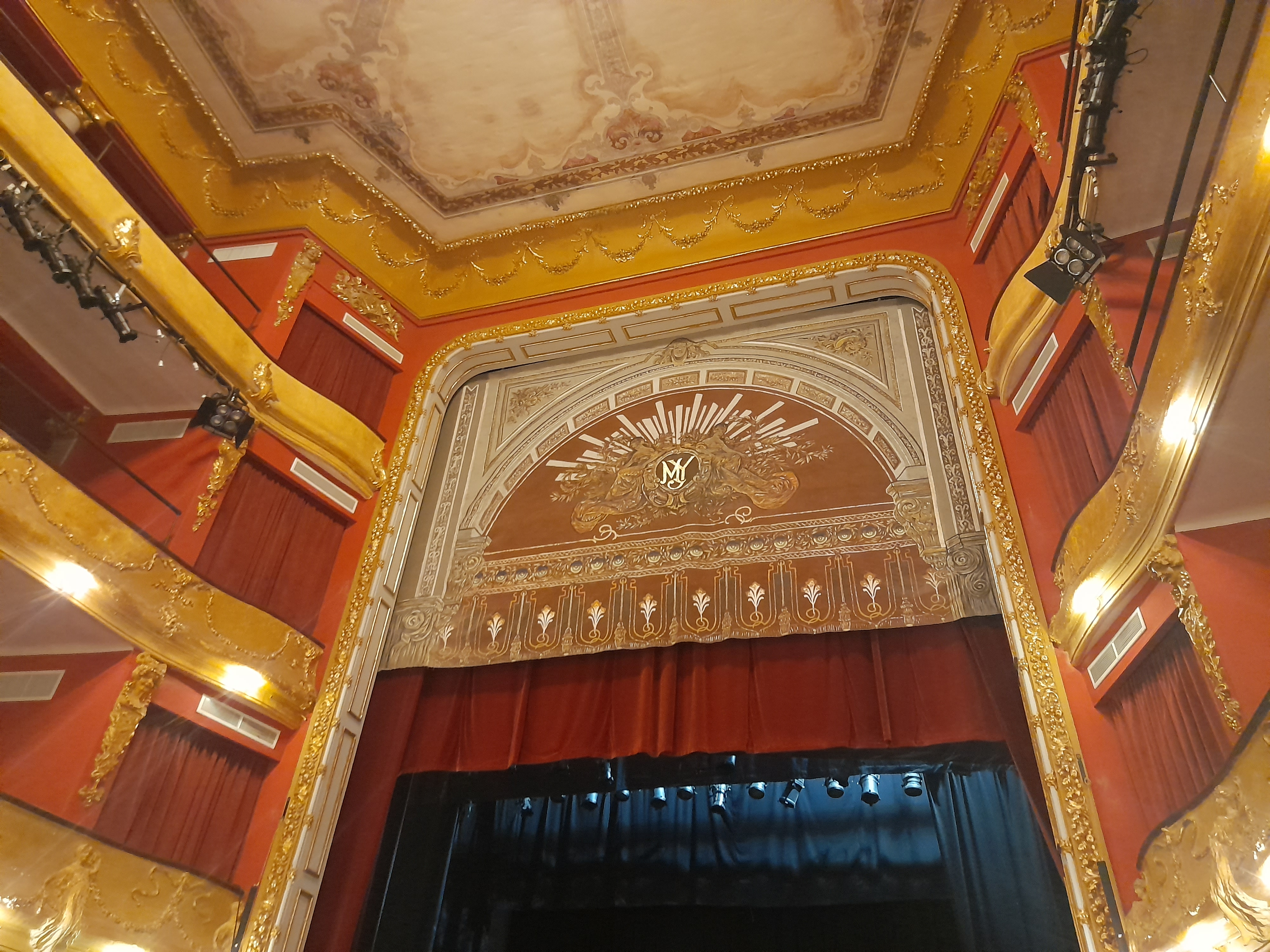
La foto de la izquierda fue tomada en 2024, allí se pueden apreciar los detalles en oro de las figuras de los palcos.
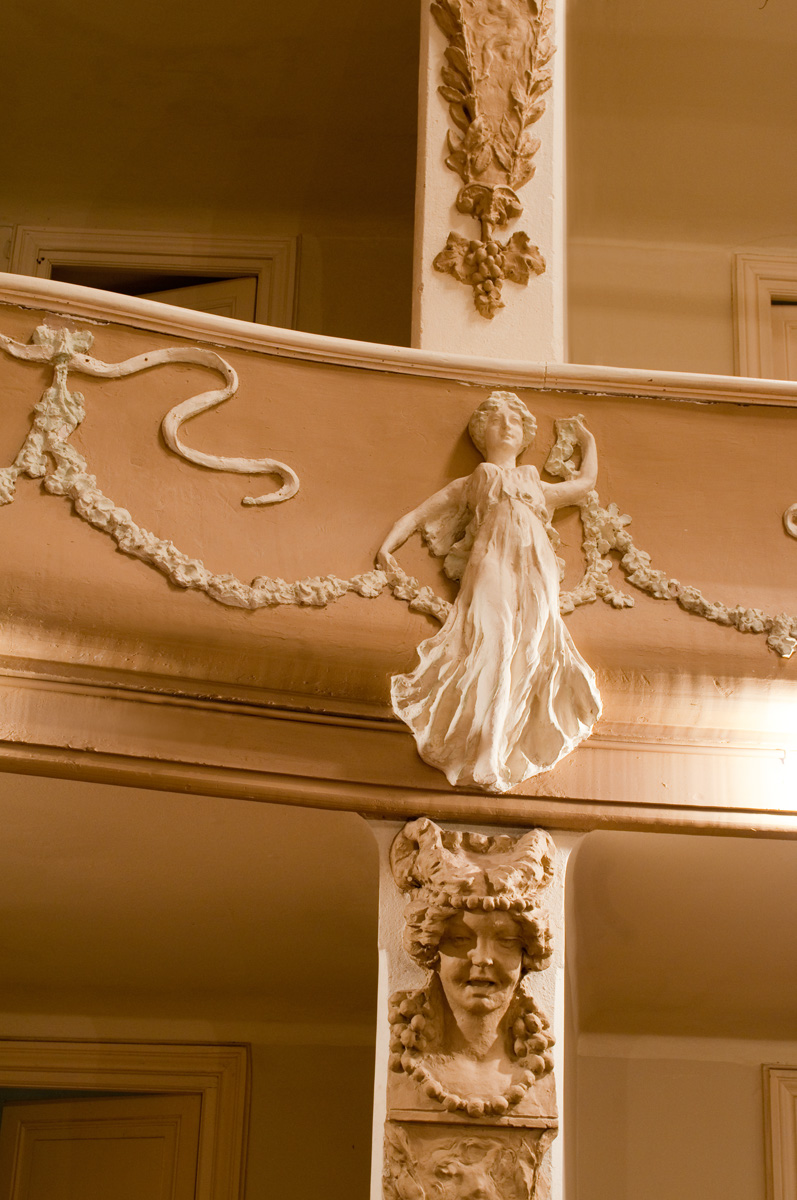
La foto de la derecha fue tomada en 2011, antes de las obras de remodelación. Se puede ver el material que cubre los detalles en oro de las figuras.